# Oxandra
Oxandra es un género de plantas fanerógamas perteneciente a la familia de las anonáceas. Son nativas de América central y meridional.

## Descripción
Son arbustos a árboles. Hojas membranáceas, cartáceas a subcoriáceas, el nervio principal plano a impreso o elevado en la haz. Flores solitarias en las axilas o inflorescencias de pocas flores dispuestas en las axilas de hojas caídas, pedicelos con 2 o 3 brácteas basales y dísticas y una bráctea adicional justamente por debajo de la flor; sépalos imbricados, connados en la base; pétalos 6, imbricados, delgados, subiguales, ovados a linear-oblongos, blancos o verdosos, la nervadura a veces visible; estambres 6–20, conectivos prolongados en un apéndice deltoide a lanceolado-ligulado; carpelos 4–13, óvulo 1, basal. Monocarpos abayados, elipsoides, ápice redondeado, casi sésiles a estipitados; semillas elipsoides, sin arilo.

## Sistemática
El género fue descrito por A.Rich. in Sagra y publicado en Histoire Physique, Politique et Naturelle de l'Ile de Cuba ... Botanique. -- Plantes Vasculaires 45. 1845. La especie tipo es: Oxandra virgata A. Rich.

### Lista de especies
Se reconocen 46 especies:
- Oxandra aberrans Maas & Junikka
- Oxandra acuminata Diels
- Oxandra aromatica Triana & Planch.
- Oxandra asbeckii (Pulle) R.E. Fr.
- Oxandra belizensis (Lundell) Lundell
- Oxandra bolivarensis Maas & Junikka
- Oxandra cerradensis Ferreira & D.O. Diniz
- Oxandra dielsiana R.E. Fr.
- Oxandra espintana (Spruce ex Benth.) Baill.
- Oxandra euneura Diels
- Oxandra guatemalensis Lundell
- Oxandra guianensis R.E. Fr.
- Oxandra krukoffii R.E. Fr.
- Oxandra lanceolata (Sw.) Baill. - yayá de Cuba[3]
- Oxandra laurifolia (Sw.) A. Rich.
- Oxandra laurifolia Bello
- Oxandra leucodermis (Spruce ex Benth.) Warm.
- Oxandra longipetala R.E. Fr.
- Oxandra macrophylla R.E. Fr.
- Oxandra major R.E. Fr.
- Oxandra martiana (Schltdl.) R.E. Fr.
- Oxandra maya Miranda
- Oxandra mediocris Diels
- Oxandra nervosa R.E. Fr.
- Oxandra nitida R.E. Fr.
- Oxandra oblongifolia R.E. Fr.
- Oxandra ovata Rusby
- Oxandra pachypetala Diels
- Oxandra panamensis R.E. Fr.
- Oxandra polyantha R.E. Fr.
- Oxandra proctorii Lundell
- Oxandra punctata C. Wright ex Griseb.
- Oxandra reinhardtiana Warm.
- Oxandra reticulata Maas
- Oxandra rheophytica Maas & Junikka
- Oxandra riedeliana R.E. Fr.
- Oxandra saxicola Maas & Junikka
- Oxandra sessiliflora R.E. Fr.
- Oxandra sphaerocarpa R.E. Fr.
- Oxandra surinamensis Jans.-Jac.
- Oxandra unibracteata J.C. Lopes, Junikka & Mello-Silva
- Oxandra venezuelana R.E. Fr.
- Oxandra virgata A. Rich.
- Oxandra virgata A. Rich.
- Oxandra weberbaueri Diels
- Oxandra xylopioides Diels